# Brasilicereus phaeacanthus
Brasilicereus phaeacanthus är en kaktusväxtart som först beskrevs av Robert Louis August Maximilian Gürke, och fick sitt nu gällande namn av Curt Backeberg. Brasilicereus phaeacanthus ingår i släktet Brasilicereus och familjen kaktusväxter. Inga underarter finns listade i Catalogue of Life.

## Bildgalleri

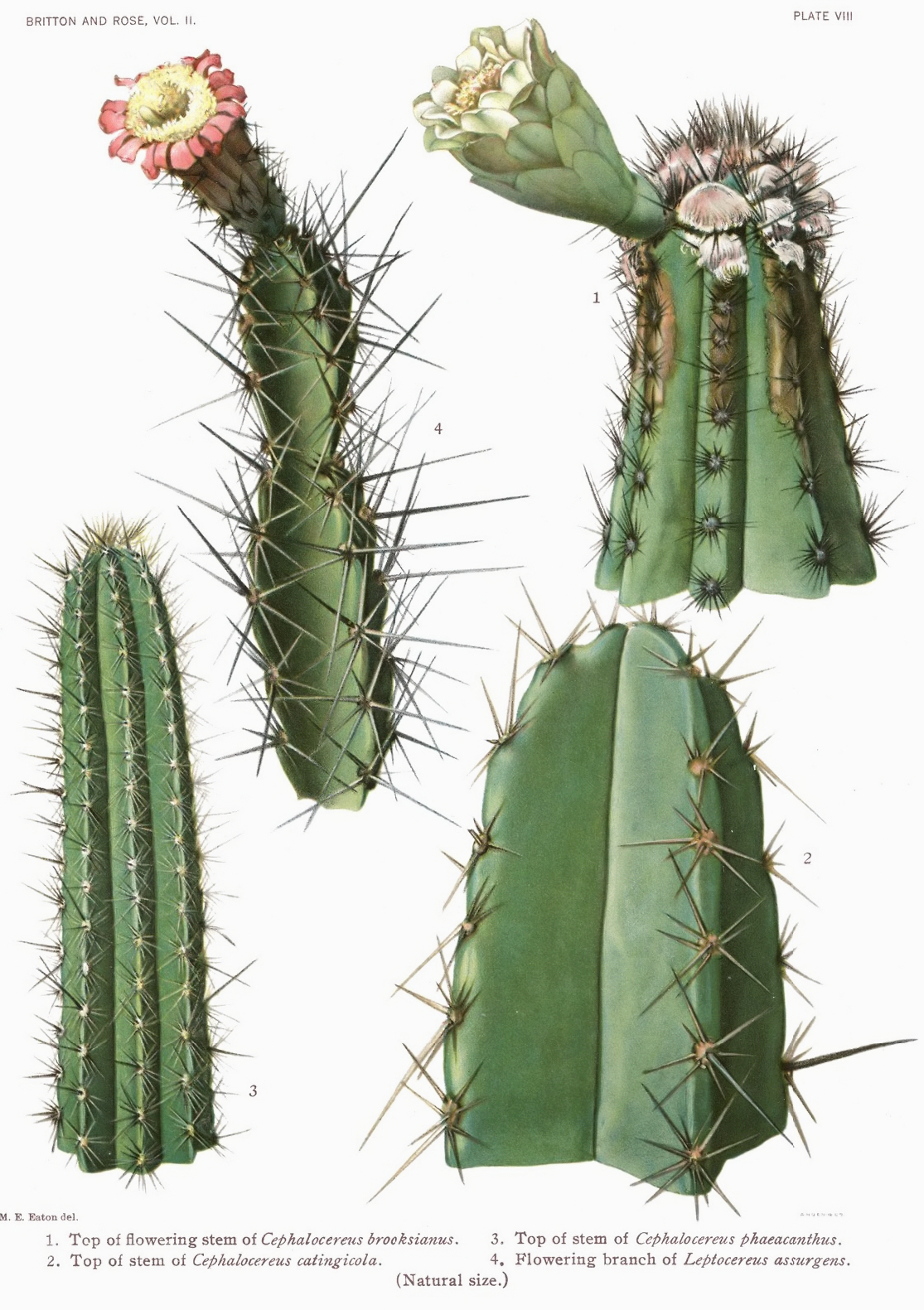
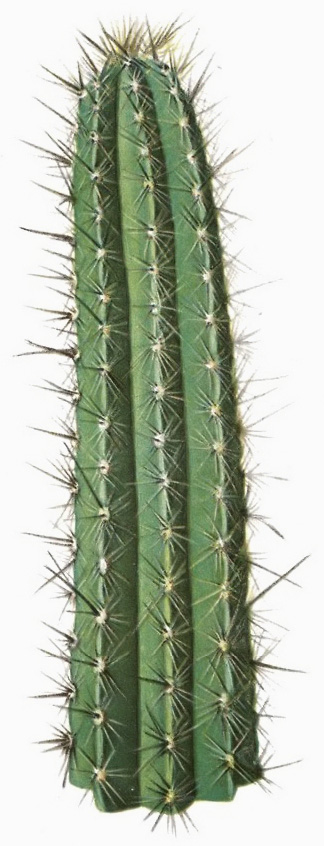